# Formazioni di Superliga Série A brasiliana di pallavolo femminile 2012-2013
Formazioni delle squadre di pallavolo partecipanti alla stagione 2012-2013 della Superliga brasiliana.

## Campinas
| N° | Nome                   | Ruolo | Data di nascita | Nazionalità sportiva |
| -- | ---------------------- | ----- | --------------- | -------------------- |
| -  | José Roberto Guimarães | All   | 31 agosto 1954  | Brasile              |
| 1  | Walewska de Oliveira   | C     | 1º ottobre 1979 | Brasile              |
| 3  | Fernanda Ferreira      | P     | 10 gennaio 1980 | Brasile              |
| 5  | Andressa Picussa       | C     | 22 luglio 1989  | Brasile              |
| 6  | Daimí Ramírez          | S/O   | 3 ottobre 1983  | Cuba                 |
| 7  | Priscila Daroit        | S     | 8 ottobre 1988  | Brasile              |
| 8  | Suelen Pinto           | L     | 4 ottobre 1987  | Brasile              |
| 9  | Rosamaria Montibeller  | S/O   | 9 aprile 1994   | Brasile              |
| 10 | Priscila Heldes        | P     | 27 marzo 1992   | Brasile              |
| 11 | Juliana Nogueira       | S/O   | 4 agosto 1988   | Brasile              |
| 13 | Sônia Benedito         | S     | 19 gennaio 1978 | Brasile              |
| 14 | Renata Maggioni        | C     | 21 aprile 1988  | Brasile              |
| 15 | Natasha Farinea        | C     | 8 febbraio 1986 | Brasile              |
| 16 | Elica Vasileva         | S     | 13 maggio 1990  | Bulgaria             |
| 18 | Killara dos Santos     | L     | 1º gennaio 1992 | Brasile              |

## Minas
| N° | Nome               | Ruolo | Data di nascita | Nazionalità sportiva |
| -- | ------------------ | ----- | --------------- | -------------------- |
| -  | Jarbas Ferreira    | All   | -               | Brasile              |
| 1  | Carla dos Santos   | S/O   | 17 gennaio 1992 | Brasile              |
| 2  | Giovana Gasparini  | P     | -               | Brasile              |
| 3  | Thaís de Souza     | S     | 18 aprile 1988  | Brasile              |
| 4  | Cláudia da Silva   | P     | 6 luglio 1987   | Brasile              |
| 5  | Renata Alves       | L     | 20 agosto 1979  | Brasile              |
| 6  | Sara da Silva      | S/O   | -               | Brasile              |
| 7  | Gabriela Fabiano   | C     | 8 gennaio 1994  | Brasile              |
| 8  | Fernanda da Silva  | C     | 15 luglio 1984  | Brasile              |
| 9  | Marcella Macedo    | P     | 19 maggio 1993  | Brasile              |
| 10 | Juliana de Castro  | S/O   | 30 giugno 1985  | Brasile              |
| 11 | Raquel de Oliveira | C     | 2 agosto 1994   | Brasile              |
| 12 | Nandyala Gama      | C     | 1º ottobre 1993 | Brasile              |
| 13 | Bárbara Bruch      | C     | 28 maggio 1987  | Brasile              |
| 14 | Lenisse Aquino     | S/O   | 23 gennaio 1993 | Brasile              |
| 16 | Tássia Silva       | L     | 3 giugno 1988   | Brasile              |
| 17 | Thaís Barbosa      | S     | 3 febbraio 1980 | Brasile              |
| 18 | Paula Mohr         | S/O   | 23 aprile 1994  | Brasile              |

## Osasco
| N° | Nome                  | Ruolo | Data di nascita  | Nazionalità sportiva |
| -- | --------------------- | ----- | ---------------- | -------------------- |
| -  | Luizomar de Moura     | All   | -                | Brasile              |
| 1  | Ivna Marra            | S/O   | 25 gennaio 1990  | Brasile              |
| 2  | Daniela Guimarães     | L     | -                | Brasile              |
| 3  | Larissa de Souza      | C     | 7 luglio 1991    | Brasile              |
| 4  | Samara de Almeida     | S     | 16 luglio 1992   | Brasile              |
| 5  | Adenízia da Silva     | C     | 18 dicembre 1986 | Brasile              |
| 6  | Thaísa de Menezes     | C     | 15 maggio 1987   | Brasile              |
| 7  | Karine Guerra         | P     | 25 febbraio 1979 | Brasile              |
| 8  | Jaqueline de Carvalho | S     | 31 dicembre 1983 | Brasile              |
| 12 | Gabriella de Souza    | S     | 14 dicembre 1993 | Brasile              |
| 13 | Sheilla de Castro     | S/O   | 1º luglio 1983   | Brasile              |
| 14 | Josefa de Souza       | P     | 2 marzo 1983     | Brasile              |
| 15 | Daniele de Oliveira   | C     | 4 novembre 1986  | Brasile              |
| 16 | Fernanda Garay        | S     | 10 maggio 1986   | Brasile              |
| 18 | Camila Brait          | L     | 28 ottobre 1988  | Brasile              |

## Pinheiros
| N° | Nome                  | Ruolo | Data di nascita   | Nazionalità sportiva |
| -- | --------------------- | ----- | ----------------- | -------------------- |
| -  | Wagner Fernandes      | All   | -                 | Brasile              |
| 1  | Lara Filomeno         | C     | 11 febbraio 1989  | Brasile              |
| 2  | Ellen Braga           | S     | 12 giugno 1991    | Brasile              |
| 3  | Mácris Carneiro       | P     | 3 marzo 1989      | Brasile              |
| 4  | Sabrina Floriano      | S/O   | 23 luglio 1991    | Brasile              |
| 6  | Naiane Rios           | P     | 29 novembre 1994  | Brasile              |
| 7  | Cecília de Souza      | S/O   | 1º febbraio 1982  | Brasile              |
| 9  | Silvana Papini        | S     | 27 gennaio 1988   | Brasile              |
| 10 | Andréia Sforzin       | S     | 26 aprile 1983    | Brasile              |
| 12 | Léia da Silva         | L     | 1º marzo 1985     | Brasile              |
| 13 | Yslany de Paula       | P     | 28 marzo 1991     | Brasile              |
| 15 | Ana Carolina da Silva | C     | 8 aprile 1991     | Brasile              |
| 16 | Natália Silva         | S     | 31 marzo 1991     | Brasile              |
| 18 | Glauciele da Silva    | S/O   | 1º settembre 1991 | Brasile              |

## Praia Clube
| N° | Nome                | Ruolo | Data di nascita   | Nazionalità sportiva |
| -- | ------------------- | ----- | ----------------- | -------------------- |
| -  | Spencer Van Dijk    | All   | -                 | Brasile              |
| 1  | Nicole Silva        | S/O   | 13 settembre 1988 | Brasile              |
| 2  | Letícia Hage        | C     | 9 settembre 1990  | Brasile              |
| 5  | Arlene Xavier       | L     | 20 dicembre 1969  | Brasile              |
| 6  | Dayse Figueiredo    | S     | 27 giugno 1984    | Brasile              |
| 7  | Mayhara da Silva    | C     | 9 aprile 1989     | Brasile              |
| 8  | Juliana Carrijo     | P     | 25 febbraio 1992  | Brasile              |
| 9  | Angelica Malinverno | C     | 5 luglio 1989     | Brasile              |
| 10 | Sara Caixeta        | S     | 18 febbraio 1983  | Brasile              |
| 11 | Camila Torquette    | P     | 7 luglio 1986     | Brasile              |
| 12 | Yusleinis Herrera   | S     | 12 marzo 1984     | Cuba                 |
| 13 | Alice Horta         | L     | 1º gennaio 1991   | Brasile              |
| 14 | Camila Adão         | S     | 20 giugno 1984    | Brasile              |
| 15 | Monique Pavão       | S/O   | 30 ottobre 1986   | Brasile              |
| 16 | Michelle Pavão      | S     | 30 ottobre 1986   | Brasile              |
| 17 | Danielle Scott      | C     | 1º ottobre 1972   | Stati Uniti          |

## Rio de Janeiro
| N° | Nome                | Ruolo | Data di nascita  | Nazionalità sportiva |
| -- | ------------------- | ----- | ---------------- | -------------------- |
| -  | Bernardo de Rezende | All   | 25 agosto 1959   | Brasile              |
| 1  | Gabriela Guimarães  | S     | 19 maggio 1994   | Brasile              |
| 2  | Mara Leão           | C     | 26 luglio 1991   | Brasile              |
| 3  | Bruna da Silva      | S/O   | 3 luglio 1989    | Brasile              |
| 4  | Sarah Pavan         | S/O   | 16 agosto 1986   | Canada               |
| 5  | Regiane Bidias      | S     | 2 ottobre 1986   | Brasile              |
| 6  | Juciely Barreto     | C     | 18 dicembre 1980 | Brasile              |
| 7  | Hélia de Souza      | P     | 10 marzo 1970    | Brasile              |
| 8  | Amanda Campos       | S     | 16 agosto 1988   | Brasile              |
| 9  | Roberta Ratzke      | P     | 28 aprile 1990   | Brasile              |
| 10 | Valeska Menezes     | C/S   | 23 aprile 1976   | Brasile              |
| 12 | Natália Pereira     | S     | 4 aprile 1989    | Brasile              |
| 14 | Fabiana de Oliveira | L     | 7 marzo 1980     | Brasile              |
| 15 | Logan Tom           | S     | 25 maggio 1981   | Stati Uniti          |
| 20 | Juliana Perdigão    | L     | 5 aprile 1991    | Brasile              |

## Rio do Sul
| N° | Nome                  | Ruolo | Data di nascita   | Nazionalità sportiva |
| -- | --------------------- | ----- | ----------------- | -------------------- |
| -  | Rogério Portela       | All   | -                 | Brasile              |
| 1  | Elis Bento            | S     | 4 maggio 1988     | Brasile              |
| 3  | Juliana Valente       | S     | 25 gennaio 1985   | Brasile              |
| 4  | Alessandra dos Santos | S     | 13 aprile 1988    | Brasile              |
| 5  | Ananda Marinho        | P     | 2 maggio 1989     | Brasile              |
| 6  | Aline Siqueira        | S/O   | 1º settembre 1987 | Brasile              |
| 7  | Flávia Kuchenbecker   | P     | 20 febbraio 1990  | Brasile              |
| 8  | Claudia de Souza      | C     | 2 aprile 1982     | Brasile              |
| 9  | Edna Schindwein       | C     | 19 settembre 1983 | Brasile              |
| 10 | Vanessa Janke         | S     | 8 marzo 1991      | Brasile              |
| 11 | Elyara da Silva       | L     | 22 gennaio 1983   | Brasile              |
| 13 | Camila Monteiro       | S/O   | 17 gennaio 1988   | Brasile              |
| 15 | Ana Paula Larroza     | L     | 11 marzo 1980     | Brasile              |
| 16 | Priscila Souza        | S     | 29 ottobre 1987   | Brasile              |
| 17 | Paula de Barros       | C     | 20 marzo 1982     | Brasile              |

## São Bernardo
| N° | Nome                  | Ruolo | Data di nascita   | Nazionalità sportiva |
| -- | --------------------- | ----- | ----------------- | -------------------- |
| -  | Fábio Pandufo         | All   | -                 | Brasile              |
| 1  | Rosane Maggioni       | P     | 4 gennaio 1992    | Brasile              |
| 2  | Dalliane da Silva     | C     | 31 gennaio 1993   | Brasile              |
| 3  | Dayesi Maso           | S/O   | 4 aprile 1990     | Cuba                 |
| 4  | Fernanda Kuchenbecker | S     | 24 gennaio 1992   | Brasile              |
| 5  | Eduarda Kraisch       | S/O   | 7 maggio 1993     | Brasile              |
| 6  | Marjorie Corrêa       | C     | 12 settembre 1992 | Brasile              |
| 7  | Thais Saraiva         | S     | 28 febbraio 1992  | Brasile              |
| 8  | Ednéia de Souza       | C     | 12 settembre 1980 | Brasile              |
| 9  | Ana Paula Gomes       | L     | 7 febbraio 1975   | Brasile              |
| 10 | Stephany da Silva     | L     | 6 novembre 1985   | Brasile              |
| 11 | Ana Cristina Porto    | P     | 1º ottobre 1982   | Brasile              |
| 13 | Viviane Dias          | S     | 11 settembre 1980 | Brasile              |
| 15 | Renata Guerreiro      | C     | 20 ottobre 1978   | Brasile              |
| 16 | Giovanna das Chagas   | C     | 26 luglio 1980    | Brasile              |
| 17 | Renata Colombo        | S/O   | 25 febbraio 1981  | Brasile              |

## São Caetano
| N° | Nome                  | Ruolo | Data di nascita   | Nazionalità sportiva |
| -- | --------------------- | ----- | ----------------- | -------------------- |
| -  | Hairton de Oliveira   | All   |                   | Brasile              |
| 1  | Rosamaria Montibeller | S/O   | 9 aprile 1994     | Brasile              |
| 2  | Simone Scherer        | C     | 3 giugno 1994     | Brasile              |
| 3  | Domingas de Araújo    | S     | 9 settembre 1994  | Brasile              |
| 4  | Aline Silva           | S/O   | 28 novembre 1988  | Brasile              |
| 5  | Isabela Paquiardi     | S     | 3 aprile 1992     | Brasile              |
| 6  | Aline da Silva        | C     | 24 gennaio 1986   | Brasile              |
| 7  | Carla de Souza        | C     | 15 settembre 1990 | Brasile              |
| 8  | Ana Paula Borgo       | O     | 20 ottobre 1993   | Brasile              |
| 9  | Anny Ramos            | C     | 27 giugno 1992    | Brasile              |
| 10 | Ângela de Moraes      | C     | 15 ottobre 1972   | Brasile              |
| 11 | Carolina Leite        | P     | 15 novembre 1992  | Brasile              |
| 12 | Isadora Rodrigues     | S     | 29 febbraio 1990  | Brasile              |
| 13 | Mariana Barreto       | P     | 23 giugno 1993    | Brasile              |
| 14 | Danielle Moreira      | S/O   | 9 settembre 1989  | Brasile              |
| 16 | Dalila Prado          | L     | 16 gennaio 1993   | Brasile              |
| 18 | Tatiana Bomfim        | L     | 30 ottobre 1987   | Brasile              |
| 20 | Natiele Gonçalves     | C     | 29 novembre 1991  | Brasile              |

## Sesi
| N° | Nome                   | Ruolo | Data di nascita  | Nazionalità sportiva |
| -- | ---------------------- | ----- | ---------------- | -------------------- |
| -  | Talmo de Oliveira      | All   | 10 ottobre 1969  | Brasile              |
| 1  | Fabiana Claudino       | C     | 24 gennaio 1985  | Brasile              |
| 2  | Elisângela de Oliveira | S/O   | 30 ottobre 1978  | Brasile              |
| 3  | Danielle Lins          | P     | 5 gennaio 1985   | Brasile              |
| 4  | Suelle Oliveira        | S     | 20 aprile 1987   | Brasile              |
| 5  | Jéssica Silva          | S/O   | 23 marzo 1987    | Brasile              |
| 6  | Roberta da Silva       | C     | 6 giugno 1984    | Brasile              |
| 7  | Michelle Daldegan      | L     | 5 gennaio 1983   | Brasile              |
| 8  | Ingrid Félix           | S/O   | 16 novembre 1988 | Brasile              |
| 9  | Veridiana da Fonseca   | L     | 30 dicembre 1982 | Brasile              |
| 10 | Wélissa Gonzaga        | S     | 9 settembre 1982 | Brasile              |
| 11 | Marcela Corrêa         | P     | 1º dicembre 1987 | Brasile              |
| 12 | Carolina Albuquerque   | P     | 25 luglio 1977   | Brasile              |
| 13 | Francynne Jacintho     | C     | 16 luglio 1992   | Brasile              |
| 14 | Natália Martins        | C     | 11 dicembre 1984 | Brasile              |
| 15 | Marina Daloca          | C     | 8 settembre 1979 | Brasile              |
| 16 | Tandara Caixeta        | S/O   | 30 ottobre 1988  | Brasile              |
| 18 | Juliana Filippelli     | L     | 18 maggio 1994   | Brasile              |
| 20 | Ana Beatriz Corrêa     | C     | 7 febbraio 1992  | Brasile              |